# Takeo Kawamura (homme politique)
Pour les articles homonymes, voir Takeo Kawamura.
Takeo Kawamura (河村 建夫, Kawamura Takeo) est un homme politique japonais né le 10 novembre 1942 à Hagi, dans la préfecture de Yamaguchi. Membre du Parti libéral-démocrate, il est ministre de l'Éducation, de la Culture, des Sports, des Sciences et de la Technologie du 22 septembre 2003 au 27 septembre 2004.